# グンマ王国

グンマ王国
Kingdom of Gumma

ギベ五王国

グンマ王国（グンマおうこく、英: Kingdom of Gumma）は18世紀にエチオピアのギベ地方（アジスアベバからは南西に位置する）に存在した国々の一つ。北東部のリンム＝エンネリア王国（リンム王国）、南部のゴンマ王国とゲラ王国を分け隔てていたディデッサ川の湾曲部によって東の国境が形成されていた。北の国境の奥は複数のオロモ族がおり、西にはシダモ族が住んでいた。この境界は現在のオロミア州のゲチ県とディデッサ県にほぼ当てはまる。住民はオロモ人である。ギベ地方はグンマ、リンム、ジンマ、ゴンマ、ゲラの5つの王国によって分割されていた。この5王国はすべて移住してきたオロモ人によって18世紀に建国されたもので、地域的にも民族的にも共通点が多いため、総称でギベ五王国とも称される。
この王国は主に平均標高2000メートルの高原に位置しており、1880年の調査で人口は約5万人と推定されている。この王国の住民たちは戦士として知られていた。ベッキンガムとハンティンフォードはグンマはゴンマと並んでギベ地方の王国の中で最も経済的に貧しい国であるとした。しかし、モハメド・ハッセンは北部と西部において北の国境に住むアルジョ族と西の国境に住むノンノ族に襲撃され、牧畜生活を余儀なくされているほかは、土地は集中的に耕され、農地化が進んでおり、コーヒーを除いてソルガム、小麦、大麦、綿花など、他のギベ地方の王国と同様の農作物が作られていたと述べている。

## 歴史
最後期のグンマはその起源をアダムと呼ばれる一人の男性に遡るという。1770年ごろ、アダムはこの土地に住むためにやってきて、サルボラダというそれまでの王朝の最後の王を退位させたとされている。歴史家のモハメド・ハッセンはこの伝承について、王朝の創始者をイスラム教徒とするためにアダムの伝説が作られたのではないかと推察した。
現在の研究では、グンマの祖先は16世紀から17世紀にかけて南からやってきたオロモ人の一派であるとする。この時期はエチオピア高原の政治的混乱に乗じてオロモ人が大移動を行った時期で、オロモの一派であるトゥラマとマチャも北上し、ショア地方（現在のアジスアベバ周辺）へと侵攻した。さらに北上を続けたトゥラマ人に対し、マチャ・オロモは西進した後南下し、18世紀後半にはショアの南西に位置するギベ地方に定住して5つの王国を築いた。このうちの一つがグンマ王国である。
ジャウェ王はショアとベゲムデルの商人らのためにイスラム教に改宗し、続いて王の臣下にもイスラム教信仰を求めるようになった。
1882年、アバ・ジュビル王は『4オロモ連盟』という同盟組織を形成したオロモ族たちに対抗するためにエンネリア、ゴンマ、ジンマの王たちを説得し『ムスリム連盟』という同盟を作り上げた。しかし、同盟諸国がアバ・ジュビルを助けなかったため、ムスリム連盟は初めから成果を上げられず、アバ・ジュビルの兄のアバ・ディジルがオロモ族に捕らえられに至る。この時エンネリアからの援軍を得られたが、アバ・ジュビルは、アバ・ディジルの助命のために休戦協定に応じざるを得ず、同盟諸国の支持を失うに至る。そのためもあってか、その後、アバ・ジュビルは、ジンマ王国を攻めることとなり、エンネリアとゴンマもジンマ側に付いたものの、ジンマの首都を占領することに成功した。
ムスリム連盟は失敗に終わったものの、グンマはイスラムの信仰を守りきり、他のギベ地方の王国から亡命してきた人々に避難場所を与えた。1885年、エチオピア皇帝メネリク2世により征服されたが、最後の王の息子であったフィリサはスーダンに聖地を見い出し、1899年に再び戻り、征服者に対するジハード（聖戦）を宣言した。フィリサは最終的に1902年に捕らえられ、ジンマにおいてすぐに処刑された。